# The Clergy Project
The Clergy Project (TCP) és una organització internacional sense ànim de lucre amb seu als Estats Units d'Amèrica creada el març de 2011 per la coalició formada, entre d'altres, per American Atheists, la Freedom From Religion Foundation i la Fundació Richard Dawkins que pretén donar a presents o passats predicadors professionals no creients un espai on poden parlar de la seua descreença baix un pseudònim. L'èxit del projecte radica en l'aprofitament de la connexió social que permet Internet.
MacBain i DeWitt són dos exemples de persones que feren públic la seua transició de creences al voltant de la religió.
L'origen del projecte es troba en la Convenció de la Unió Humanista i Ètica Internacional del 2006, celebrada a Reykjavik, Islàndia, en la que Dan Barker, un expredicador, es reunió amb l'activista Richard Dawkins. En aquella convenció, R. Dawkins expressà interès en la història de Barker com a exmembre del clergat per a comprendre millor les dificultats que venen amb deixar un càrrec professional, perdent les estructures de suport.
Des dels seus inicis, the Clergy Project ha centrat els seus esforços en la seua comunitat en línia dels fòrums amb un lloc web segur i privat accessible a participants registrats del fòrum. Els qui volen unir-se deuen reunir les condicions de ser o haver sigut professionals religiosos i no creure en les coses sobrenaturals. Els membres poden demanar ajuda, cercar informació i trobar-se en una comunitat on no són jutjats. L'accés al fòrum solament es dona mitjançant invitació.
Molts anteriors membres del clergat estan molt preocupats que per deixar la seua feina i educació religiosa no estan segur de si trobaran treballs per a donar suport econòmic a les seues famílies. Per això, Stiefel Freethought Foundation a través de The Clergy Project dona ajudes econòmiques (Transitional Assistance Grant (TAG)).